# NGC 935
NGC 935 je galaksija u zviježđu Ovan.

## Vanjske poveznice
- SEDS: NGC 935